# Березівка (Івано-Франківська міська громада)
Березі́вка — село Івано-Франківського району Івано-Франківської області. До 1964 року село називалося Хом'яків. Входить до складу Івано-Франківської міської громади.

## Назва
На рахунок назви села уже довший час ведеться дискусія. Існує кілька версій щодо першого найменування населеного пункту. Одну з яких пропонує краєзнавець Миронюк. На думку краєзнавця, назва населеного пункту походить від імені боярина Хом'яка. Що ж стосується наступної версії походження першого найменування населеного пункту, то у селі існує кілька легенд, що до першої назви - Хом'яків. В одній із легенд йде мова про те, що село назване в честь перших поселенців братів Хоми і Якова, однак в іншій легенді основний акцент ставиться не на імені, а на прізвищі. В ній розповідається, що назва населеного пункту походить від прізвищ перших поселенців Хом'яків, що сплавляли ліс по річці Бистриці – Надвірнянській  і з часом осіли на її березі в околиці Василькових городів. Що до інших версій походження назви села, то багато хто переконаний в тому, що назва походить від того, що нібито колись в цій місцевості водилося багато гризунів - хом'яків, однак ця точка зору не здається правильною. Як відомо, у 988 році Русь була охрещена. Наші предки після хрещення Русі мали практично по двоє власних імен: церковне і світське. Наприклад: Семен, Іван, Михайло, Петро і друге - Хом'як, Муха, Хрущ, Вовк. Так, дещо пізніше починають утворюватись найархаїчніші прізвища, бо і християнські і язичницькі імена у церковні книги нерідко попадали разом: пара слів Пилип Тур, Микола Хрущ, Юрій Вовк починають означати власні ім'я (перша особова назва) і прізвище (друга особова назва). Не вдаючись в полеміку про те, чи прізвище, чи ім'я слово тип «Хом'як», мусимо, однак визнати: в основі топоніму «Хом'яків» - особова назва. Ономаст Д.Г.Бичко у книзі «Походження назв населених пунктів Покуття» схильний виводити назву обговорюваного поселення від  «Хомик», або «Хом'як». Присвійний суфікс «ів» (Хом'яків) яскраво говорить нам про приналежність населеного пункту якомусь Хом'яку.
Досліджуючи топоніміку походження назв населеного пункту,  не  можна не згадати й про топоніми найменувань урочищ Хом'якова (Березівки). Одним із таких в Березівці є урочище «Гора» - це підвищення поверхні землі, що має плоску форму. Це урочище своє найменування отримало від свого природного підвищення.
І лише в 1964 році село Хом'яків було перейменоване на Березівку. Перейменуванню села послужило те, що в цей час з укрупненим Тисменицького району в ньому виявилось два села з тотожними назвами Хом'яківка і Хом'яків.

## Історія
За свідченням львівського краєзнавця Петра Сіреджука вперше село Хом’яків згадується в документах під 1433 р. Цього дня «польський король Владислав Ягайло надав свою власність – села Монастирчани і Хом'яків своєму вірному слузі разом з 200 гривнями (на гривню йшло 48 грош, а за грош можна було купити корову) князю Миткові зі Смоленська». Однак, ця згадка не визначає вік села. Болгарський ономаст В.Заімов свого часу зазначав, що першофіксація назви населеного пункту на сто-двісті років, а то й більше молодша від часу заснування відповідного поселення.
Досліджуючи вік села у статті «Хом'якову (Березівці) - 555 років» краєзнавець М. Миронюк вказує кілька дат - першофіксацій населеного пункту. Спираючись на свідчення львівського краєзнавця П. Сіреджука він вказує 1497 р. під яким зафіксована письмова згадка про с. Хом'яків. Однак цей факт, як і багато інших неточний. Далі автор пише про 1462 рік. У документі, який зафіксований під цією датою згадується село Хом'яків і село Черніїв. Однак все-таки краєзнавець найпершу письмову згадку про цей старовинний населений пункт відносить до 9 вересня 1433 року,  про яку уже згадувалось раніше.
З дарчої королівської грамоти 1433 року Миронюк у своїй топонімічній розвідці доходить до такого висновку: поселення Хом'яків було засноване боярином Хом'яком ще задовго до загарбання нашого краю польськими феодалами в 1349 році, а пізніше забрано у нащадків русича Хом'яка і передане в тимчасове володіння різним особам за певні заслуги перед королем.
До 1964 року село називалося Хом'яків і належало до Черніївської сільської ради Богородчанського району.
На 1.01.1939 в селі з 1120 мешканців було 1060 українців-грекокатоликів і 60 євреїв.

## Населення

### Мова
Розподіл населення за рідною мовою за даними перепису 2001 року:
| Мова            | Кількість | Відсоток |
| --------------- | --------- | -------- |
| українська      | 1355      | 99.34%   |
| російська       | 4         | 0.29%    |
| вірменська      | 3         | 0.22%    |
| інші/не вказали | 2         | 0.15%    |
| Усього          | 1364      | 100%     |

## Символіка
Герб: Щит напіврозтятий і понижено скошений обабіч; у правому синьому полі золота церква зі срібними дахами; у лівому червоному - спинається золотий лев; у нижньому золотому — зелена березова гілочка з двома листочками та двома бруньками.
Прапор: Квадратне полотнище, розділене навпіл по діагоналі з нижнього кута від древка до верхнього куга з вільного краю зеленою смугою, завширшки в 1/4 сторони прапора, на верхньому синьому полі - жовта 8-променева зірка, на нижньому жовтому - зелена березова гілочка з двома листочками та двома бруньками.
Церква уособолює місцевий храм Різдва Пресвятої Богородиці, який є пам’яткою архітектури. Лев у червоному полі означає давню історію села та князя Дмитра Глібовича, який, як вважається, володів ним у XV ст. Березова гілочка вказує на сучасну назву поселення (герб є промовистим). Жовта 8-променева зірка є Богородичним символом.